# Dariusz Jemielniak
Dariusz Jemielniak, född 17 mars 1975 i Warszawa, är professor i management, chef över Center for Research on Organizations and Workplaces (CROW), och grundare av gruppen New Research on Digital Societies (NeRDS) vid universitetet i Kozminski. Hans intressen kretsar kring studier i kritisk management, öppna samarbetsprojekt (som Wikipedia och F/LOSS), berättande, kunskapsintensiva organisationer, virtuella gemenskaper, organisatoriska arketyper, allt studerat med interpretativa och kvalitatitva metoder . År 2015 blev han invald i Wikimedia Foundations styrelse (Board of Trustees).